# Matthias Widmaier
Matthias Widmaier (* 20. März 1958 in Darmstadt), ein Enkel von Karl Widmaier, ist ein deutscher Sänger, der als Tenor im Spiel- und Charakterfach und als Konzertsänger in ganz Europa tätig ist. Als Agent im internationalen Musiktheater arbeitet er seit 2004 schwerpunktmäßig für Dirigenten, Repetitoren und Opernsänger.

## Ausbildung
Ab dem 5. Lebensjahr erhielt Widmaier Klavierunterricht (u. a. bei Naoyuki Taneda und Irene Slavin), ab dem 7. Lebensjahr Geigen- und Bratschenunterricht (u. a. bei Jörg-Wolfgang Jahn), später auch Schlagzeugunterricht. Am Helmholtz-Gymnasium Karlsruhe machte er das Abitur, dann studierte er Gesang bei Lucretia West (Hochschule für Musik Karlsruhe), Louis Devos (Königliches Konservatorium Brüssel) und Anita Salta (Essen). Weiterführende Studien bei Wolfgang Neumann vom Nationaltheater Mannheim und bei Richard Trimborn, Studienleiter a. D. der Bayerischen Staatsoper München, schlossen sich an.

## Künstlerischer Werdegang
Auf Festengagements am Pfalztheater Kaiserslautern und am Staatstheater Saarbrücken folgte eine freiberufliche Tätigkeit, so in Zürich (Evangelist in Oratorien und Passionen von Johann Sebastian Bach), Paris (Monteverdis Sestina unter René Jacobs), London (Mendelssohn-Bartholdys Elias), Salzburg (Haydns Schöpfung), Basel (unter Joshua Rifkin), Turin (Wagner unter Jeffrey Tate für Rai 1), Mainz (Ensemble Ars musica antiqua), außerdem in London, Zürich, Zug, Basel, Paris, Salzburg, Hamburg, an den Staatstheatern von Kassel, Karlsruhe, Freiburg, Saarbrücken, Wiesbaden, in Bremen, Dortmund, bei den Eutiner Festspielen, in Luzern, Straßburg (Opéra National du Rhin), Lissabon (Teatro Nacional de São Carlos), Toulouse (Théâtre du Capitole de Toulouse), Rio de Janeiro, Seoul und bei der Styriarte in Graz. Zu Widmaiers Rollen zählten Herodes (Salome), Loge (Rheingold), Hauptmann (Wozzeck), Caramello (Nacht in Venedig), Erster Geharnischter (Zauberflöte), Pedrillo (Entführung aus dem Serail), Porcus (Jeanne d'Arc au Bucher von Arthur Honegger) und Mime.
Widmaier arbeitet in der Agentur Herwald Artists' Management in Karlsruhe, einer internationalen Agentur für Musiktheater und Konzert mit den Schwerpunkten „Deutsches Fach“ (Richard Wagner, Richard Strauss) und Förderung des hochqualifizierten Nachwuchses. Daneben ist er auch als Chorleiter tätig.

## Diskographie
- Heinrich Sutermeister: Die schwarze Spinne.
- Claudio Monteverdi: Sestina.
- Wolfgang Amadeus Mozart: Krönungsmesse.
- Heinrich Schütz: Historien.
- Franz Hummel: Gesualdo.